# Joaquim Monchique
Joaquim Monchique (Lisboa, 23 de Agosto de 1968), actor de teatro e de televisão e encenador português.

## Infância e juventude
Nasceu em Lisboa a 23 de Agosto de 1968, filho único de José Filipe de Jesus e de sua mulher Maria Catarina Monchique.
Frequenta o curso de actores do Centro Cultural de Benfica e em 1987 entra no curso de teatro do I.F.I.C.T. (Instituto de Formação, Investigação e Criação Teatral) com o resultado de 20 valores, tendo participado, nesse mesmo ano, na peça "À Procura do Presente" de Adolf Gutkin.[carece de fontes?]

## Carreira

### Teatro
No ano de 1988 faz um casting para a companhia do Teatro Aberto onde fica durante quatro anos como actor residente  actuando em: "A Rua" de Jim Cartwrigth, "A Nave Adormecida" de Fernando Dacosta, com encenação de Castro Guedes, "Romeu e Julieta" de William Shakespeare, com encenação de João Lourenço e "A Marmita de Papin" de Clara Pinto Correia, com encenação de Fernando Gomes em 1989.[carece de fontes?]
É também neste ano que Joaquim Monchique se estreia em televisão na RTP no tele-teatro "Dulcineia" com realização de Artur Ramos, é assistente de encenação de "Solidão dos Campos de Algodão" de Bernard-Marie Kóltes, com interpretação de Mário Viegas e João Perry, encenação de João Lourenço. Em 1990 entra em "Loucos por Amor" de Sam Shepard e "Desejo sob os Ulmeiros" de Eugene O’Neill com encenação de João Lourenço, e em 1991 na reposição de "O Suicidário" de Nicolai Erdman protagonizado por Mário Viegas e com encenação de João Lourenço. [carece de fontes?]
Em 1991 Joaquim Monchique tem o seu primeiro papel de protagonista na peça de Odon Von Horvath "Hotel da Bela Vista" com encenação do director alemão Helmutt Reink tendo recebido o prémio revelação de teatro do jornal Se7e. Em 1992 volta a reencontrar o encenador Fernando Gomes em "O Marido Vai à Caça" de Georges Feydeau onde é descoberto pelo encenador Filipe La Féria que o convida a participar no programa da RTP, Grande Noite.[carece de fontes?]
Joaquim Monchique em 2007, e ao comemorar 20 anos de carreira, tem o seu maior êxito teatral com o one man-show, numa encenação de António Pires, com a peça Paranormal (no original Louro, Alto, Solteiro, Procura..., de Miguel Falabella), que adapta, sendo igualmente co-autor do cenário, representa em palco 16 personagens.

#### Época La Féria
Em Grande Noite cria personagens como o Compadre Alentejano ao lado do actor José Manuel Rosado, e Maria da Luz, a Senhora da Casa de Banho, juntamente com o actor João Baião.
Com Filipe La Féria, Joaquim Monchique faz vários trabalhos. Em teatro interpreta a personagem: Repórter X no espetáculo "Maldita Cocaína" , em 1992, no Teatro Politeama. "De D. Afonso Henriques a Mário Soares" (revista à portuguesa) no Teatro Politeama, e "Amália - o Musical", no Teatro São Luiz, onde Joaquim Monchique desempenhou o papel do maestro e compositor Frederico Valério.
A 6 de Março de 2010, no Auditório do Casino Estoril estreia Mais Respeito que Sou Tua Mãe de Hérnan Casciari. Uma peça que o próprio adaptou, dirige e protagoniza, com um elenco composto por Fernando Gomes, Luís Mascarenhas, Rita Tristão da Silva, Emanuel Santos e Tiago Aldeia.
Estreia em Novembro de 2011 uma nova peça no Teatro Armando Cortez, na Casa do Artista: Júlio de Matos, adaptação de um original do autor brasileiro Pedro Cardoso.
Em 2010 Joaquim Monchique estreou com Maria Rueff no Casino de Lisboa, a peça "Lar, Doce Lar"
.
Em 2014 regressa ao Teatro Politeama onde é vedeta da revista "Portugal à Gargalhada " juntamente com Marina Mota, José Raposo e Maria João Abreu .

### Televisão
Em televisão participou no "Cabaret" da RTP igualmente de Filipe La Féria, "Trapos e Companhia" da TVI, "Saudades do Futuro" que teve lugar no Coliseu de Lisboa (RTP), "A Maluquinha de Arroios" de André Brun (RTP), "Todos ao Palco" (novo programa de Filipe La Féria transmitido na RTP), "Gala 40 anos da RTP" realizada no Coliseu de Lisboa (RTP), "Gala Fernando Pessa" realizada no "Coliseu de Lisboa" (RTP). [carece de fontes?]
Em 1994 participa no programa "O Resto é Conversa" na SIC, com a apresentação da Teresa Guilherme. [carece de fontes?]
Mais uma vez ao lado de João Baião criam com grande êxito a dupla de cozinheiros "Bailão e Quinito". No ano seguinte participa como júri e comediante no "Big Show Sic", também na SIC, participa em séries e programas de televisão como "Camilo e Filho", "Bom Baião" e "Era uma Vez", "Presentes de Natal", "Noites Marcianas" na SIC, e "A Mulher do Senhor Ministro" da RTP. [carece de fontes?]
Em 1998, Joaquim Monchique apresenta o concurso "Última Chance" da Produtora Endemol na SIC, e é também nesse ano que começa a trabalhar ao lado de Herman José, na RTP, no programa "Herman 98", tendo integrado a equipe de actores dos programas de Herman José em programas como "Herman Enciclopédia" e "Herman 99", ambas transmitidas na RTP. Com Alexandra Lencastre e João Lagarto protagoniza a sitcom "Não és Homem, Não És Nada" da RTP, e "Portugal Fashion", como apresentador e transmitido na SIC.[carece de fontes?]
Em 2000 volta a trabalhar com Herman José onde pertence à equipa de actores residentes ao lado de Maria Rueff, Ana Bola, Maria Vieira, Vítor de Sousa, Manuel Marques no programa da SIC "Herman SIC" entre 2000 e 2007. Este programa foi vencedor de vários Globos de Ouro como melhor programa de entretenimento da televisão portuguesa e Joaquim Monchique como "Melhor Actor de Televisão" nos prémios anuais em Leiria (2003). [carece de fontes?]
Entre algumas personagens deste comediante naquele programa, estão "Telmo", "Saloio do C.R.E.D.O", "Arnaldo Mendes, vendedor de feiras" ou como a "Dona Pilita" com o seu bordão. Participa como actor em vários programas de televisão na SIC: "Nelo e Idália - Especial de Natal", "Serafim Saudade, o Regresso do Herói", "Odisseia na Tenda", "O Fabuloso Destino de Diácono Remédios", "Globos de Ouro", "As Boas Entradas", "papéis reSIClados", "As Anedotas do Herman (1,2,3)" e "Hermancirco".[carece de fontes?]
De 2011 a 2012 fez parte do elenco do programa Estado de Graça, transmitido na RTP1.
Em 2023 integrou, pela primeira vez, o elenco de uma novela, em Papel Principal, na SIC.

### Teatro de Revista
Joaquim Monchique volta ao teatro ao lado do grande comediante Camilo de Oliveira, na última encenação de Varela Silva, no encerramento do Teatro Variedades, com uma peça de comédia "Ao Que Nós Chegamos". De seguida, é a Primeira Figura Masculina ao lado de Maria João Abreu na Revista "Mamã eu Quero…" no Teatro ABC, tendo ganho o prémio Casa da Imprensa e Palhaço de Ouro para Melhor Actor de Teatro de Revista desse ano.[carece de fontes?]
Entretanto dirige e entra em dezenas de dobragens de desenhos animados para televisão e cinema, onde se incluem: "Motoratos" , "Dragonball" e "Carros" da Pixar.[carece de fontes?]

### Outras interpretações
De 2003 a 2006 tem um programa na rádio TSF "Cromos da TSF", sendo autor dos textos e interpretando o personagem Bispo Tadeu. Em 2005 encena a peça de teatro "A Partilha" no Teatro Tivoli, da autoria de Miguel Falabella, com a interpretação de Teresa Guilherme, Patrícia Tavares, Sílvia Rizzo e Rita Salema, tendo sido um dos maiores êxitos teatrais desse ano percorrendo todo o pais com mais de 90.000 espectadores.
Apadrinha várias marchas de Santo António de Lisboa (Alcântara, Olivais, Castelo, Mercados de Lisboa) de 1990 a 2007. [carece de fontes?]
Em 2011 regressa à Avenida (e ao Pavilhão Atlântico) sendo padrinho da Marcha do Alto do Pina, que acaba por ganhar pela primeira vez este concurso, graças a participação de Monchique. Faz várias campanhas de publicidade como a Philips-HiFi e Jumbo Pão de Açúcar, para além de voz para diversas campanhas de rádio. Apresenta vários espectáculos privados para empresas.
Também em 2005, Joaquim Monchique encerra como modelo o desfile do criador Miguel Vieira na Moda Lisboa e no Portugal Fashion no Porto. É apresentador ao lado de Maria João Bastos da primeira gala Fashion TV em Portugal . Participa no programa da RTP Dança Comigo, tendo ido à final, na Praça de Touros do Campo Pequeno em Lisboa, como concorrente escolhido pelo público.[carece de fontes?]
Em 2007 é júri residente do programa de talentos "Aqui Há Talento" da RTP, e nessa mesma televisão apresenta ao lado de vários apresentadores do canal estatal a "Gala dos 50 Anos da RTP" no Coliseu de Lisboa.[carece de fontes?]

## Carreira Internacional
Através de convite pessoal de Miguel Falabella, autor da novela Negócio da China da Rede Globo, Joaquim Monchique integrou o elenco desta novela.
Participou no programa especial da passagem do ano 2008-2009 do Videoshow.
Desfilou no Carnaval pela Escola de Samba Grande Rio, como figura de relevo, personificando o pintor francês Jean Baptiste Debret.
A popularidade da interpretação foi tão grande que, em Dezembro de 2008, foi atribuído a Joaquim Monchique, juntamente com Maria Vieira, a Medalha de Mérito Comendador Pereira Queiroz pela Casa de Portugal em São Paulo, pela promoção e dignificação da imagem do emigrante português no Brasil.

## O regresso a Portugal
Na televisão, entre diversas participações e entrevistas pontuais, fez de "Avó Albertina" no Programa Portugal no Coração na RTP1 com grande sucesso. Enquanto retomou a peça Paranormal onde efectuou uma nova digressão pelo país. Depois de Outubro de 2010, abriu a 5ª temporada no Teatro-Estúdio Mário Viegas , celebrando em Maio de 2011 o 4º ano em cena.[carece de fontes?]

## Teatro
- 1987 "À Procura do Presente" - Teatro Aberto.
- 1988 "A Rua", de Jim Cartwright; encenação de João Lourenço - Teatro Aberto.
- 1988 "A Nave Adormecida", de Fernando Dacosta; encenação de Castro Guedes - Teatro Aberto.
- 1988 "Romeu e Julieta", de William Shakespear; encenação de João Lourenço - Teatro Aberto.
- 1989 "A marmita de Papin", de Clara Pinto Correia; encenação de Fernando Gomes - Teatro Aberto.
- 1990 "A Solidão dos Campos de Algodão", de Bernard Marie Koltes; encenação de João Lourenço (com Joaquim Monchique como assistente de encenação) - Teatro Aberto.
- 1990 "Desejo sob os Ulmeiros", de Eugene O'Neill; encenação de João Lourenço - Teatro Aberto.
- 1991 "O Suicidario" de Nikolai Erdman; encenação de João Lourenço - Teatro Aberto.
- 1991 "Hotel da bela vista", de Odon Von Horvath; encenação de Helmutt Reink - Teatro Aberto.
- 1992 "O marido vai a caça”, de Georges Feydeau; encenação Fernando Gomes - Teatro Aberto.
- 1993 "Maldita Cocaína" de Filipe La Féria; com encenação de Filipe La Féria - Teatro Politeama.
- 1995 "De Afonso Henriques a Mário soares" - de Filipe La Féria; encenação de Filipe La Féria - Teatro Politeama.
- 1996 "Ao Que Nós Chegámos" - Teatro Variedades - Parque Mayer.
- 1996 "Mamã eu Quero…" - Teatro ABC - Parque Mayer (1ª figura masculina).
- 2006 "Amália - O Musical" de Filipe La Féria; encenação de Filipe La Féria - Teatro São Luiz; nesta última reposição, Joaquim Monchique interpreta o papel de Frederico Valério.
- 2006 "A Partilha" de Miguel Falabella, com Teresa Guilherme, Patrícia Tavares, Rita Salema e Sílvia Rizo; encenação de Joaquim Monchique - Teatro Tivoli.
- 2007 "Paranormal" de Miguel Falabella estreado no Teatro Batalha no Porto em Maio de 2007. É o monólogo mais visto na história do Teatro em Portugal (mais de 150.000 espectadores).
- 2009 "Paranormal" - 4ª Temporada - Teatro-Estúdio Mário Viegas em Lisboa (desde 21 de Novembro de 2009).
- 2010 "Mais Respeito Que Sou Tua Mãe", de Hérnan Casciari, estreado no Auditório do Casino Estoril a 6 de Março de 2010.
- 2011 "Fuga", de Jordi Galceran, a estrear em breve. Adaptação e tradução, Junho 2011.
- 2011 "Júlio de Matos", de Pedro Cardoso, estreou a 16 de Novembro de 2011 - Teatro Armando Cortez.
- 2011 "Júlio de Matos", tourné nacional.
- 2012 "Lar, Doce Lar", de Luísa Costa Gomes e encenação de António Pires, contracena com Maria Rueff, estreou a 12 de Setembro de 2012 - Auditório dos Oceanos no Casino de Lisboa.

## Televisão
| Ano         | Projeto                               | Papel              | Notas                                                          | Canal      |
| ----------- | ------------------------------------- | ------------------ | -------------------------------------------------------------- | ---------- |
| 1989        | Dulcineia                             | Silvano            | Filme de televisão                                             | RTP1       |
| 1991        | Grande Noite                          | Vários papéis      | Teatro em revista de Filipe La Féria, transmitido em televisão | RTP1       |
| 1993        | Cabaret                               | Vários papéis      | Teatro em revista de Filipe La Féria, transmitido em televisão | RTP1       |
| 1993        | Todos ao Palco                        | Vários papéis      | Teatro em revista de Filipe La Féria, transmitido em televisão | RTP1       |
| 1994        | Maldita Cocaína                       | Repórter X         | Musical de Filipe La Féria, transmitido em televisão           | RTP1       |
| 1994        | Trapos e Companhia                    |                    | Série de televisão                                             | TVI        |
| 1994 - 1995 | Desculpem Qualquer Coisinha           | Engenheiro Nêspera | Participação em 3 episódios                                    | RTP1       |
| 1995        | A Mulher do Senhor Ministro           | Pedicas            | Elenco Adicional                                               | RTP1       |
| 1995        | Camilo & Filho Lda.                   | Ildefonso Lucas    | Elenco Adicional                                               | SIC        |
| 1995        | Big Show SIC                          | Ele Próprio        | Jurado                                                         | SIC        |
| 1995        | Cabaré                                | Vários papéis      | Participação em 3 episódios                                    | RTP1       |
| 1996        | Parabéns                              | Vários papéis      | Rábulas humorísticas                                           | RTP1       |
| 1996        | Ousadias                              |                    | Série de televisão                                             | RTP1       |
| 1996        | Saudades do Futuro                    | Vários Papéis      | Filme de televisão                                             | RTP1       |
| 1997        | A Maluquinha de Arraiolos             | Artur              | Elenco Principal                                               | RTP1       |
| 1997        | Era Uma Vez...                        | Lobo               | Participação em 1 episódio                                     | SIC        |
| 1997 - 1998 | Herman Enciclopédia                   | Vários papéis      | Elenco Principal                                               | RTP1       |
| 1998        | Bom Baião                             |                    | Série de televisão                                             | SIC        |
| 1998        | A Última Chance                       | Ele Próprio        | Apresentador                                                   | SIC        |
| 1998 - 1999 | Herman 98                             | Vários papéis      | Programa de televisão apresentado por Herman José              | RTP1       |
| 1999        | Herman 99                             | Vários papéis      | Programa de televisão apresentado por Herman José              | RTP1       |
| 1999        | A Última Noite                        | Vários papéis      | Filme de televisão                                             | RTP1       |
| 1999 - 2000 | Não és Homem Não és Nada              | Bernardo           | Elenco Principal                                               | RTP1       |
| 2000        | Agora é Que São Elas                  | Esboço             | Série de televisão                                             | RTP1       |
| 2000        | Sra. Ministra                         | Inácio             | Série de televisão                                             | RTP1       |
| 2000 - 2006 | HermanSIC                             | Vários papéis      | Programa de televisão, apresentado por Herman José             | SIC        |
| 2001        | Serafim Saudade - O Regresso do Héroi | Ricky Tino         | Filme de televisão                                             | SIC        |
| 2001        | Odisseia na Tenda                     | Cajé               | Filme de televisão                                             | SIC        |
| 2002        | Não Há Pai                            |                    | Série de televisão                                             | SIC        |
| 2003        | Boas Entradas                         |                    | Filme de televisão                                             | SIC        |
| 2004        | Papéis ReSIClados                     | Vários Papéis      | Série de televisão                                             | SIC        |
| 2004        | A Magia da Televisão                  | Vários Papéis      | Filme de televisão                                             | RTP1       |
| 2007        | Aqui Há Talento                       | Ele Próprio        | Jurado                                                         | RTP1       |
| 2007        | Dança Comigo                          | Ele Próprio        | Jurado                                                         | RTP1       |
| 2008 - 2009 | Negócio da China                      | Belarmino          | Elenco Principal                                               | Rede Globo |
| 2011        | Estado de Graça                       | Vários papéis      | Elenco Principal                                               | RTP1       |
| 2011        | Cuidado com a Língua!                 | Padeiro            | Ator Convidado                                                 | RTP1       |
| 2012        | 13 Badaladas                          | Vários papéis      | Filme de televisão                                             | RTP1       |
| 2015 - 2018 | Donos Disto Tudo                      | Vários papéis      | Protagonista                                                   | RTP1       |
| 2016        | Portugal à Gargalhada                 | Vários papéis      |                                                                | RTP1       |
| 2016        | Nelo e Idália                         | Enfermeira Quinita | Elenco Adicional                                               | RTP1       |
| 2016        | A Culpa é do Ronaldo                  | Vários papéis      | Série de televisão                                             | RTP1       |
| 2016 - 2023 | Cá Por Casa                           | Vários papéis      | Ator Convidado                                                 | RTP1       |
| 2019 - 2020 | Luz Vermelha                          | Carlos Bainha      | Elenco Principal                                               | RTP1       |
| 2023        | Ao Largo                              | Américo            | Elenco Principal                                               | RTP1       |
| 2023 - 2024 | Papel Principal                       | Marcelo Pimenta    | Elenco Principal                                               | SIC        |

### Outros
- 1989 "Dulcineia", Realizado por Artur Ramos, transmitido na RTP.
- 1991 "Grande Noite", de Filipe La Féria, transmitido na RTP.
- 1993 "Cabaret", de Filipe La Féria, transmitido na RTP.
- "Todos ao Palco", de Filipe La Féria, transmitido na RTP.
- "Big Show SIC" (como júri), Transmitido na SIC.
- 1998 "A Última Chance" (apresentador) - SIC.
- "O Resto É Conversa…" - SIC.
- 1998 "Herman 98" - RTP.
- 1999 "Não és Homem, Não És Nada…" - SIC
- 1999 "Herman 99" - RTP.
- 2000 "Herman-Enciclopédia" - RTP.
- Especial Fim de Ano - Odisseia na Tenda" - SIC.
- "Os Melhores Momentos de Nelo e Idália" - SIC.
- "As Melhores Anedotas do Herman" - SIC.
- "Gala - os 40 anos da RTP" - RTP.
- "Furor" - SIC.
- "Furor Especial - Fim de Ano" - SIC.
- Gala Portugal Fashion - SIC.
- FASHION TV - Portugal (apresentador)
- Gala "A Nova RTP" - em directo no Coliseu dos Recreios em Lisboa e transmitido pela RTP.
- Gala "Fernando Peça", em directo no Coliseu dos Recreios em Lisboa e transmitido pela RTP.
- “As Anedotas do Herman”- SIC.
- Especial fim de ano "Não Há Pai" - SIC.
- "O Fabuloso Destino de Diácono Remédios” - SIC.
- 2002 Participação especial nos "Globos de ouro"; transmitido em directo na SIC.
- 2002 "Cabaret da Coxa" - Apresentado por Rui Unas, convidado do Programa n.º1 - SIC Radical.
- Especial "Massapão" - SIC.
- Especial "Serafim Saudade" - SIC.
- Especial Fim de Ano "As Boas Entradas" - SIC.
- Especial de Fim de Ano "SIC contra SIC".
- Especial Fim de Ano - SIC.
- Herman SIC - 2000 a 2006 - SIC.
- 2007 "Aqui há Talento" - RTP.
- 2007 "Dança Comigo" - RTP.
- 2007 "Dança Comigo" - Final Campo Pequeno - RTP.
- 2007 "Dança Comigo"- (júri) - RTP.
- 2007 "Ainda Bem que Apareceste" - RTP.
- 2008 "Chamar a Música - Especial Famosos" - SIC.
- 2009 "Duelo Final" - Apresentado por Jorge Gabriel na RTP.
- 2009 "Dá-me Música" - Apresentado por Catarina Furtado na RTP.
- 2009 "Portugal no Coração" - Apresentado por João Baião e Tânia Ribas de Oliveira na RTP.
- 2009 "M/F - Especial Famosos" - SIC
- 2009 "Jogo Duplo - Especial Humoristas" - RTP
- 2009 "Gala Causa Maior" - RTP
- 2009 "Natal dos Hospitais" - RTP
- 2009 "Ídolos - Especial Fim de Ano" - SIC
- 2010 "Portugal no Coração" - participação especial como "Avó Albertina" - RTP.
- 2010 "Última Ceia" - Apresentado por Rui Unas, convidado do Programa n.º1 - SIC Radical
- 2010 "Super Miúdos" - Apresentado por Sílvia Alberto na RTP.
- 2010 "Gala Fashion TV" - Apresentação da Gala "Fashion Awards Portugal 2010"; Novembro 2010 - Fashion TV.
- 2010 "Gala das Galas" - Integrou o grande elenco do Programa de Passagem de Ano 2010-2011; Dezembro 2010/Janeiro 2011. RTP
- 2011 "Estado de Graça" - Integra elenco de luxo com: Maria Rueff, Ana Bola, Manuel Marques e Eduardo Madeira - RTP. Após o Verão, regressou com 2.ª série, transmitida agora ao Domingo.
- 2011 "Cuidado com a Língua" - actor convidado do programa apresentado por Diogo Infante - RTP.
- 2011 "Quem Quer Ser Milionário? - Alta Pressão" - Especial Humoristas, Julho 2011 - RTP.
- 2011 O Elo Mais Fraco - Especial Famosos, Outubro 2011 - RTP.
- 2011 "Relatórios&Contas" - Especial Passagem de Ano 2011/2012, com Joaquim Monchique na companhia de Herman José, Ana Bola, Maria Rueff, João Baião, Manuel Marques e Eduardo Madeira. RTP1

- Rádio - Autoria e apresentação de crónicas semanais nos "Cromos TSF", popularizando a personagem Bispo Tadeu - TSF - 2003-2004-2005-2006.
- 2011 Padrinho da Marcha 2011 do Alto do Pina - 1.º lugar.
- 2012 Padrinho da Marcha 2012 do Alto do Pina - 1.º lugar.

## Prémios
- 2012 Prémio Melhor Actor de Comédia 2011 - Prémios TV 7 Dias
- 2012 Personalidade de Teatro de 2011  - Revista Lux